# Bundesoberstufenrealgymnasium und Bundeshandelsschule Jennersdorf
Das Bundesoberstufenrealgymnasium und Bundeshandelsschule Jennersdorf (Bundesoberstufenrealgymnasium- und Bundeshandelsschule) ist eine österreichische Allgemein bildende höhere Schule und eine Berufsbildende mittlere Schule mit Sitz im burgenländischen Jennersdorf. Das Gymnasium beinhaltet vier Ausbildungszweige: Informatik, Naturwissenschaften, Sport und Sprachen.

## Geschichte
Bereits 1963 befasste sich die burgenländische Landesregierung mit der Errichtung einer höheren Schule in Jennersdorf und stand einem derartigen Projekt durchaus positiv gegenüber. Da der damalige Bundesminister für Unterricht Theodor Piffl-Perčević, die Meinung vertrat, dass in jedem Bezirksvorort eine höhere Schule zu errichten sei, war der Zeitpunkt für eine positive Erledigung dieses Antrags durchaus günstig. Am 10. September 1966 wurde das Aufbaurealgymnasium Jennersdorf in einem feierlichen Festakt offiziell eröffnet.
Das neu gegründete Bundesaufbaurealgymnasium Jennersdorf wurde als Expositur von Bundesgymnasium Oberschützen geführt. Mit dem 1. Januar 1973 wurde das Bundesaufbaurealgymnasium Jennersdorf vom Bundesministerium offiziell als eigenständige Schule anerkannt. Mit Entschließung vom 18. Juni 1973 wurde Friedrich Karl von Bundespräsident Franz Jonas zum ersten Direktor ernannt.
Im Juni 1973 wurde die Gründung einer berufsbildenden Schule beantragt. 1974 wurde die Bundeshandelsschule Jennersdorf schließlich eingeweiht.
Ab 1976 wurde in einem neu errichten Schulgebäude Unterricht, da das alte bereits stark Sanierungsbedürftig war und es an Sonderunterrichtsräumen mangelte. Im Dezember 1985 wurde schließlich eine eigene Turnhalle des Gebäudes neu eröffnet und am 22. September 1989 eine eigene Sportfreianlage.
Besonders an der Schule war lange Zeit eine Katze, die in der Schule lebte und wichtiger Teil der Gemeinschaft wurde. Der Schulkater Felix lief 2000 zu und wurde zu einem festen Bestandteil. Im August 2016 starb Felix.
Karl Brunner war von 1995 bis zu seiner Pensionierung 2012 Direktor der Schule. Peter Pommer übernahm 2012 zunächst provisorisch die Leitung, ehe er 2014 offiziell zum Direktor ernannt wurde.
Das BORG/BHAS Jennersdorf unterstützt des Weiteren ein Schulpatenkind in Äthiopien. Peter Pommer reiste 2014 und 2016 erneut mit zwei Lehrern sowie ein paar Schülern nach Afrika, um das Patenkind zu besuchen.

## Schulformen

### Gymnasium
- Informatik

Während alle Schülerinnen im BORG in der 5. Klasse grundlegende Fertigkeiten in den verschiedenen Programmen erlangen, wird ab der 6. Klasse im Ausbildungsschwerpunkt Informatik vertieft. Hierbei treffen die beiden Bereiche Multimedia und PC & Netzwerktechnik aufeinander.
- Naturwissenschaften

Seit 2006 vertiefen interessierte Jugendliche ihr Grundwissen aus den naturwissenschaftlichen Pflichtfächern, indem sie von der 6. bis zur 8. Klasse den NaWi-Schwerpunkt im Ausmaß von 10 Wochenstunden besuchen. Einen hohen Grad an Wichtigkeit stellen Kooperationen mit externen Partnern da. Etwa mit dem Institut für medizinische Mikrobiologie und Hygiene Graz, dem Naturschutzbund Burgenland, sowie der Fachhochschule Joanneum.
- Sport

Im Schuljahr 1992/93 wurde am BORG Jennersdorf der sportliche Ausbildungsschwerpunkt eingeführt. In sieben bis neun Sportstunden pro Woche werden die Schüler in dem Hauptgegenständen Fußball, Volleyball und Tennis, sowie Geräteturnen, Kraft- und Koordinationstraining, Leichtathletik, Basketball, Badminton, Schwimmen und Wintersport möglichst vielseitig unterrichtet.
- Sprachen

Neben Englisch als obligatorischer erster und wahlweise Latein oder Französisch als zweiter Fremdsprache bietet das BORG Jennersdorf Schülerinnen und Schülern, die den Sprachenzweig besuchen, aber der 6. Klasse Spanisch als 3. Fremdsprache an, welches als mündliches Maturafach wählbar ist.

### Handelsschule
Um die Schüler optimal auf den Berufseinstieg vorzubereiten und herauszufinden, welcher Beruf zu ihnen passt, sieht der neue Lehrplan der Handelsschule ein unterrichtsbegleitendes Betriebspraktikum im Ausmaß von 150 Stunden vor.
Der neue Lehrplan 2014 sieht weiters die Einführung der modularen Oberstufe und die Clusterbildung vor, die vorhandene Fächer miteinander vernetzt. Diese neu geschaffenen Fächergruppen (Cluster) werden in vier unterschiedliche Aufgabenbereiche zusammengefasst:
- Sprachkompetenz (Deutsch, Englisch)
- Sozialkompetenz und Persönlichkeitsbildung (Religion/Ethik, PBSK, Sport)
- Wirtschaftskompetenz (BWL + RW, Informatikeinsatz, kundenorientiertes Handeln)
- Gesellschaft und Umwelt (Festigung des Demokratie- und Umweltbewusstseins)

Seit dem Schuljahr 2014/15 werden schuleigene iPads im Unterricht eingesetzt.
Im Schuljahr 2017/18 kommt erstmals in der Geschichte der Schule keine 1. Klasse der Handelsschule zusammen.

## Leitung
- 1973–1994 Friedrich Karl
- 1994–1995 Magdalena Horejschi (provisorische Leitung)
- 1995–2012 Karl Brunner
- seit 2012 Peter Pommer

## Absolventen und ehemalige Schüler

### Gymnasium
- Christiane Brunner (österreichische Politikerin der Grünen)
- Arnold Hanslmeier (österreichischer Astronom)
- Herwig Karl (ehemaliger österreichischer Fußballspieler und Polizeibeamter)
- Gerfried Pröll (österreichischer Fernsehmoderator)
- Sonja Steßl (österreichische Politikerin der SPÖ)

### Handelsschule
- Bernhard Hirczy (österreichischer Politiker der ÖVP und Bürgermeister von Jennersdorf)